# جبهه آزادیبخش کابیندا

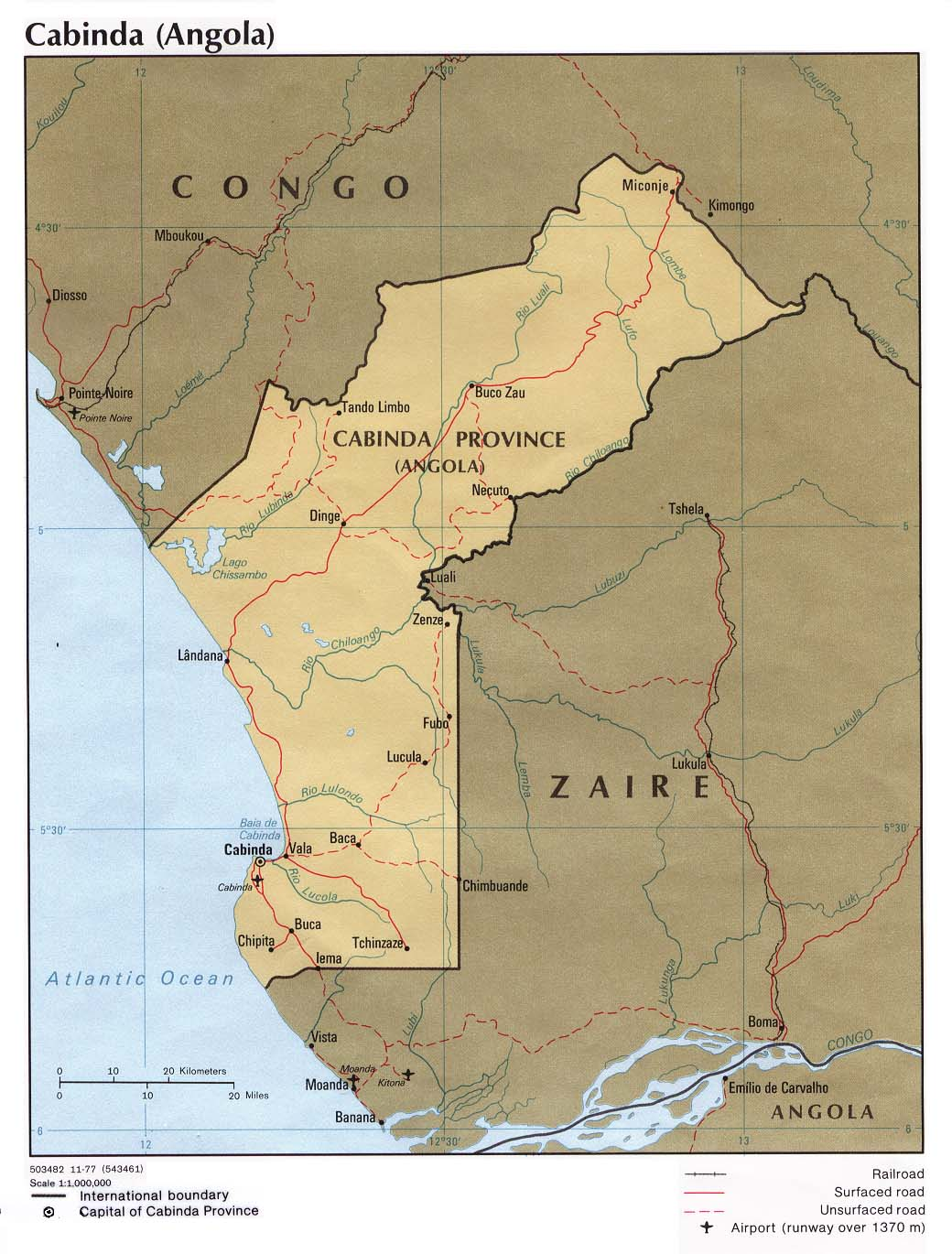
۱۹۷۷ نقشه منطقه کابیندا

جبهه آزادیبخش کابیندا (پرتغالی: Frente para a Libertação do Enclave de Cabinda) یک گروه جدایی طلب است که برای جدایی کابیندا در شمال کنگو مبارزه می‌کند، این جبهه در سال ۱۹۶۳ در استان کابیندا بین کنگو برازاویل و جمهوری دموکراتیک کنگو تأسیس شد و هنوز نیز فعال است. این منطقه جایی است که حدود ۶۵ درصد نفت آنگولا از این مستعمره سابق پرتغال تولید می‌شود. در سال ۱۹۷۵، پرتغال از آنگولا خارج شد و کابیندا یکی از ۱۴ استان کشور شد. جبهه آزادیبخش کابیندا از قدرت و حمایت آفریقای جنوبی و کمک‌های رئیس‌جمهور جمهوری دموکراتیک کنگو موبوتو برخوردار شد.

## مهمترین حوادث
در سال ۲۰۰۶ جبهه آزادیبخش با دولت آنگولا توافقنامه صلح را امضا کرد که بر اساس آن استقلال بیشتری برای جلوگیری از خشونت به این منطقه داده شد. اما شاخه‌های اپوزیسیون که از سال ۲۰۰۳ به عنوان بخشی از «جبهه آزادی‌بخش کابیندا-بخش نظامی"» شکل گرفته بودند، این توافقنامه را رد کردند و اصرار داشتند که همچنان مقاومت کنند.
فیلیپ هوگون، متخصص امور آفریقا، تعداد تلفات را بین سال‌های ۱۹۷۵ و ۲۰۰۶ حدود ۳۰٬۰۰۰ تخمین زد؛ و اضافه کرد که «تاریخ کابیندا و تاریخ آنگولا با یکدیگر متفاوت است و نوعی مشروعیت تاریخی و قضایی در ادعای استقلال وجود دارد، اما انگیزه واقعی نفت است .» آنگولا ۶۰ درصد از نفت خود را از کابیندا می‌گیرد، و ثروتی است که سیستم خوزه جمهوری کنگوادواردو دوس سانتوس، که ۳۰ سال رئیس‌جمهور بوده‌است، نمی‌تواند از آن دست بکشد؛ و به یمن کابیندا، که "کویت آفریقایی خوانده می‌شود، آنگولا تبدیل به یکی از مهمترین صادرکنندگان نفت در قاره آفریقا شده‌است.

## مشکلات منطقه
منطقه "کابیندا دارای موقعیت جغرافیایی منحصر به فرد در سرزمین کنگو - کینشاسا است، به جز منطقه غربی آن که به اقیانوس اطلس متصل می‌شود و دولت در آن اقدامات امنیتی و نظامی بعمل آورده‌است. انزوای جغرافیایی منطقه و سهولت ورود شورشیان از خاک مجاور کنگو باعث شده‌است که به‌دلیل وجود جنگ داخلی دولت نتواند آنرا  کنترل کند. از سال ۲۰۰۲ با گسترش طوایف در هر دو طرف مرز و تمایل مردم هر قبیله برای کمک به اقوام و خویشاوندان خود در کابیندا، جنگها و شورش ادامه پیدا کرده‌است.